# Így jártam anyátokkal
Az Így jártam anyátokkal (How I Met Your Mother, közismert rövidítéssel HIMYM) amerikai szituációs komédia volt 2005-2014 között, melyet a CBS csatornán mutattak be. Magyarországon – szinkronizálva – a Comedy Centralon volt a premierje 2008 és 2014 között, ezenkívül az MTV, a FOX, a Comedy Central Family, valamint a TV2 Comedy csatornákon ismétlésben (utóbbin az első epizódoktól kezdve 16:9-es HD felbontásban, először Magyarországon).
A történet főszereplője Ted Mosby, aki 2030-ban meséli el két gyerekének a hosszabb történetét (mert a rövidet már ismerik) annak, hogyan találkozott az anyjukkal. A jövőbeli Ted narrálja az eseményeket (az eredetiben Bob Saget hangján), melyek a múltban történtek, 2005-től kezdve, amikor is rájött, hogy meg kell találnia az igazit az életben. Összesen 208 epizód készült, az utolsót (mely kissé negatív fogadtatásban részesült) 2014. március 31-én mutatták be. A sorozat sajátos humora és egyedi stílusa miatt hamar kult-státuszba került, huszonnyolcszor jelölték Emmy-díjra, melyből kilencet el is nyert. Alyson Hannigan és Neil Patrick Harris pedig People's Choice Award-ot nyertek el színészi teljesítményükért. A sorozatot mindössze négyen rendezték, a legtöbb, 196 epizódot Pamela Fryman, Rob Greenberg 7 részt, Michael Shea 4 részt, és Neil Patrick Harris 1 részt.
2022-ben "Így jártam apátokkal" címmel elindult a sorozat spin-offja, melyben hasonló történetet mesélnek el, női nézőpontból, és amelyben több szereplő és helyszín is felbukkan az alapsorozatból.

## A sorozatról
A történet főszereplője és narrátora Ted Mosby, voltaképpen róla szól az egész sorozat. A cselekmény 2005-ben indul, amikor Ted még csak 27 éves, és kezdő építészként dolgozik New Yorkban. Élete legfontosabb eseményei során ott vannak mellette barátai: a szerelmespár Marshall Eriksen és Lily Aldrin (akikkel a sorozat kezdetén még együtt él), a csajozógép és folyton öltönyben járó Barney Stinson, és a hírolvasó-riporter Robin Scherbatsky. Visszatérő elemek a történet során a Ted és Robin közt fennálló "se veled, se nélküled" kapcsolat, Marshall és Lily kapcsolatának nehézségei, valamint a karakterek munkahelyén felbukkanó akadályok.
Mivel a sorozat ténylegesen 2030-ban játszódik, és egy személy, a jövőbeli Ted meséli el két gyerekének, Luke-nak és Penny-nek, hogy mi is történt, ezért a visszaemlékezések gyakran ki vannak színezve, illetve ugyanazt az eseményt láthatjuk több karakter nézőpontjából is, amikor arról beszél, hogy ők hogy láttak egy adott történést. Mivel a gyerekek még fiatalok, ezért Ted gyakran eufemizál, amikor valami vulgáris vagy szexuális utalás kerül szóba (pl. a marihuána-fogyasztást szendvicsevésnek nevezi stb.)
Amíg a legtöbb romantikus komédia-sorozat azzal indít, hogy a szerelmespár két karaktere már a legelső epizódban összejön, itt rögtön az elején egyértelműsítik, hogy nem Robin a gyerekek anyja. Az igazi anya csak a nyolcadik évad legutolsó részében bukkan fel, és csak a kilencedik évad legutolsó epizódjából derül ki a neve. A sorozat többi epizódjában Ted csetlés-botlását láthatjuk a nőkkel való próbálkozásai terén, melyek között vannak furcsa kalandok és komolynak nevezhető kapcsolatok is.

## Forgatás
A sorozat ötletgazdái Carter Bays és Craig Thomas, akik azt tűzték ki céljukul, hogy megörökítsék saját fiatalkori élményeiket, melyeket barátaikkal éltek meg New York-ban. A David Letterman-show számára írtak sztorikat, amikor megismerkedtek, és hamar összebarátkoztak. Saját személyiségüket is beleírták a karakterekbe: Carter Bays-en alapul Ted, Craig Thomas-on Marshall, az ő feleségén pedig Lily. Lily szerepére az első választás Alyson Hannigan volt, aki már szerepelt korábban is komikus karakterként, ezért szívesen vállalta a sorozatot. A Ted és Marshall személyére kiválasztott Josh Radnor és Jason Segel, bár már szerepeltek más sorozatokban, nem voltak túl ismertek (utóbbi a rövid életű Undeclared valamint "Különcök és stréberek" sorozatokból volt ismert). Barney szerepére meghallgatás útján választották ki Neil Patrick Harrist, bár arra egy ideig esélyes volt az Agymenőkből ismert Jim Parsons is. A jövőbeli Tedet egy másik színésszel akarták ábrázolni, így került a képbe Bob Saget, akinek csak a hangja hallható az epizódokban. Már csak Robin volt kérdéses, az ő szerepére sokáig még Jennifer Love Hewitt is esélyes volt, ám helyette az alig ismert Cobie Smulders került be, amit utóbb jó döntésnek tartottak az alkotók, lévén el tudtak vonatkoztatni a színésztől a nézők, és csak a karaktert látták benne. Az a döntés is tudatos volt, hogy már az első epizódban egyértelműsítették, hogy nem Robin az Anya, éppen azért, hogy elkerüljék a Jóbarátokból már ismert Ross vs. Rachel-párhuzamot, és a két karakter hullámvölgyekkel tarkított kapcsolatát.

A szereplők az őket alakító színészek saját különleges képességeit is megkapták. Így lett Barney bűvész, Marshall dalszerző, Lily feledékeny a terhessége alatt, Ted pedig értelmiségi karakter. A tagok kedvelt találkozóhelyéül szolgáló MacLaren's bár a sorozat alkotóinak négy kedvelt new york-i kocsmáját egyesíti magában. A hely a nevet Carter Bays asszisztenséről, Carl MacLarenről kapta – mi több, a pultost is Carlnak hívják a sorozatban.
Egy epizódot általában három nap alatt vettek fel Los Angelesben, ez kb. 50 kisebb jelenetet takar. A közönség nevetését utóbb keverték alá, ők már a kész epizódot láthatták, azért, mert a sok időbeli előre-visszaugrálás miatt lehetetlen volt megoldani, hogy élő közönség előtt vegyék fel a részeket. A későbbi évadokban egy-egy epizód esetén ez a technika mégis előfordult, amikor kevesebb díszletet kellett használni.
A sorozat főcímdala a "Hey Beautiful" részlete, melyet a The Solids zenekar ad elő. Ennek a bandának a tagjai egyébként Thomas és Bays is. Az első évad epizódjai mindig ezzel kezdődtek, a második évadtól tértek át arra, hogy a főcím előtt egy rövid felvezetés is legyen. A leggyakoribb képi elemek ilyenkor New York utcáinak fotói, vagy Ted gyerekei, ahogy hallgatják az apjuk meséjét. Ted nem mindig emlékszik pontosan vissza arra, mi és hogyan történt, ami a cselekményben inkonzisztenciát okoz több részben is (ilyen például "A kecske", az "Ó, Drágám", és "A hableány-elmélet" című). Ez viszont nem borítja fel a sorozat cselekményét, az alkotók ügyeltek arra, hogy az előre- és visszautalások során az egyszer kijelentett tények valóban igazak is maradjanak. Sokszor eltúlzó, illetve egyértelműen irreális dolgok is történnek a szereplőkkel, amelyek szintén annak köszönhetőek, hogy Ted kiszínezi a történetet, illetve bizonyos eseményekről ő is hallomásból értesült, amit a barátai meséltek el neki, szintén kiszínezve.
Lyndsy Fonseca és David Henrie bár többször is megjelennek a sorozat egyes részeiben, de a második évad eleje óta (2006) nem vettek fel velük jelenetet, hiszen míg a narráció ideje (2030) nem változik, a színészek öregedtek. Így a későbbi epizódokban archív felvételeket láthatunk róluk. A kilencedik évad előzetesében a színészek (immár 18 évesen) felbukkannak egy rövid időre, ahol is durván kiakadnak az apjukra, amiért már 8 éve non-stop meséli nekik, hogyan találkozott az anyjukkal. Ez az előzetes nem hivatalos, csupán egy poénnak szánták. Viszont ez azt is jelentette, hogy a két színész már 2006-ban tudta, hogyan fog véget érni a sorozat, hiszen a befejező képsorokat már ekkor rögzítették velük.
A harmadik évad a többivel ellentétben mindössze 20 részes. Ez a 2007-2008-as forgatókönyvíró-sztrájk miatt történt, ezt követően az összes többi epizód megfelelő számú.
A sorozatban számos híresség is felbukkant vendégszerepben, emellett olyan színészek is, akik korábban Joss Whedon különféle filmjeiben és sorozataiban szerepeltek. Különös tekintettel a "Buffy, a vámpírok réme" című sorozatra, amelynek Alyson Hannigan az egyik főszereplője volt.
Eredetileg a nyolcadik évaddal véget ért volna a sorozat, de a CBS berendelt egy újabb, kilencedik évadot is. Ez nem ment egyszerűen, mert meg kellett állapodni a színészekkel is, és Jason Segel már váltani szeretett volna. A nyolcadik évad ezért úgy készült el, hogy a történetet a végső befejezés felé terelték, de arra az esetre, ha mégis sikerülne berendelni a kilencedik évadot, egy B-tervet is készítettek. A megegyezés végül sikeres volt, a kilencedik évad elkészülhetett, így az alkotók titokban elkezdték keresni a színésznőt, aki az Anyát játszhatta. Rövid válogatás után Cristin Milioti kapta meg a szerepet.

## Szereplők

### Főszereplők
| Szereplő neve               | Színész             | Szinkronhang    |
| --------------------------- | ------------------- | --------------- |
| Ted Mosby                   | Josh Radnor         | Fesztbaum Béla  |
| Marshall Eriksen            | Jason Segel         | Csőre Gábor     |
| Robin Scherbatsky           | Cobie Smulders      | Németh Borbála  |
| Barney Stinson              | Neil Patrick Harris | Markovics Tamás |
| Lily Aldrin                 | Alyson Hannigan     | Závodszky Noémi |
| Tracy McConnell (8-9. évad) | Cristin Milioti     | Sallai Nóra     |

### Visszatérő szereplők
| - Bob Saget – narrátor, Ted hangja 2030-ban (2005–2014) - Lyndsy Fonseca – Penny Mosby, Ted lánya 2030-ban (2005–2014) - David Henrie – Luke Mosby, Ted fia 2030-ban (2005–2014) - Marshall Manesh – Ranjit (2005–2014) - Joe Nieves – Carl, a MacLaren's bár tulajdonosa (2005–2014) - Charlene Amoia – Wendy, pincérnő a MacLaren's-ben (2005–2014) - Danica McKellar – Trudy (2005–2007) - Suzie Plakson – Judy Eriksen, Marshall anyja (2005–2014) - Bill Fagerbakke – Marvin Eriksen, Marshall apja (2005–2011, 2014) - Ashley Williams – Victoria (2006, 2011–2012, 2014) - Matt Boren – Stuart (2006–2014) - Alexis Denisof – Sandy Rivers (2006, 2011–2013) - David Burtka – Scooter (2005-2007, 2008-2011, 2012-2013) - Joe Manganiello – Brad (2006–2013) - Bryan Callen – Bilson (2005, 2007–2008) - Taran Killam – Blauman (2005-2006, 2007-2010) - Wayne Brady – James Stinson, Barney bátyja (2006–2014) - Cristine Rose – Virginia Mosby, Ted anyja (2006–2014) | - Ron Nicolosi – Mike (2005) - April Bowlby – (Őrült) Meg (2007–2009) - Sarah Chalke – Stella Zinman (2008–2009) - Chris Romano – Öklös (Punchy) (2008–2010) - Laura Prepon – Karen (2009–2010) - Benjamin Koldyke – Don Frank (2009–2010) - Frances Conroy – Loretta Stinson, Barney és James anyja (2009–2014) - Chris Elliott – Mickey Aldrin, Lily apja (2009–2013) - Rachel Bilson – Cindy (2010, 2012–2014) - Ben Vereen – Sam Gibbs, James apja (2010) - Jennifer Morrison – Zoey (2010–2011) - Kyle MacLachlan – A Kapitány (2010–2011, 2013-2014) - Nazanin Boniadi – Nora (2011, 2014) - John Lithgow – Jerome Whittaker, Barney apja (2011–2014) - Martin Short – Garrison Cootes (2011) - Kal Penn – Kevin (2011) - Ellen D. Williams – Patrice (2011–2014) - Becki Newton – Quinn (2012) - William Zabka - Bohóc, önmaga (2013-2014) |

### Vendégszereplők
| - George Cheung – koreai Elvis (2006) - Amy Acker – Penelope (2006) - Bryan Cranston – Hammond Druthers (2006–2007) - Jane Seymour – Lewis professzor (2006) - Morena Baccarin – Chloe (2006) - Lucy Hale – Katie Scherbatsky, Robin húga (2007) - Enrique Iglesias – Gael (2007) - Mandy Moore – Amy (2007) - Stephanie Faracy – Sonda (eredetileg Rhonda) (2007) - Britney Spears – Abby (2008) - Erin Cahill – Heather Mosby, Ted húga (2008) | - Joanna García – Maggie (2009) - Stacy Keibler – dögös pultoslány (2010) - Amanda Peet – Jenkins (2010) - Carrie Underwood – Tiffany (2010) - Jennifer Lopez – Anita (2010) - Laura Bell Bundy – Becky (2010) - Nicole Scherzinger – Jessica Glitter ("Fényár") (2010) - Jorge Garcia – Blitz ("Balek") (2010) - Katy Perry – Drága, Zoey unokatestvére (2011) - Robbie Amell – Scooby (2011) - Katie Holmes – Naomi, a lotyós tök (2011) - James Van Deer Beek – Simon, Robin régi pasija Kanadából, tinikorából |

Saját magukat alakították: George Clinton, Emmitt Smith, Bob Barker, Rich Fields, Heidi Klum, Alessandra Ambrosio, Selita Ebanks, Miranda Kerr, Adriana Lima, Marisa Miller, Regis Philbin, Heidi Montag, Spencer Pratt, Kim Kardashian, Kendra Wilkinson, Alan Thicke, Tim Gunn, Jim Nantz, Nick Swisher, Peter Bogdanovich, Arianna Huffington, Will Shortz, Maury Povich, Alex Trebek, Ralph Macchio, William Zabka.

## Évadösszegzés
|  | Alább a cselekmény részletei következnek! |

### Első évad

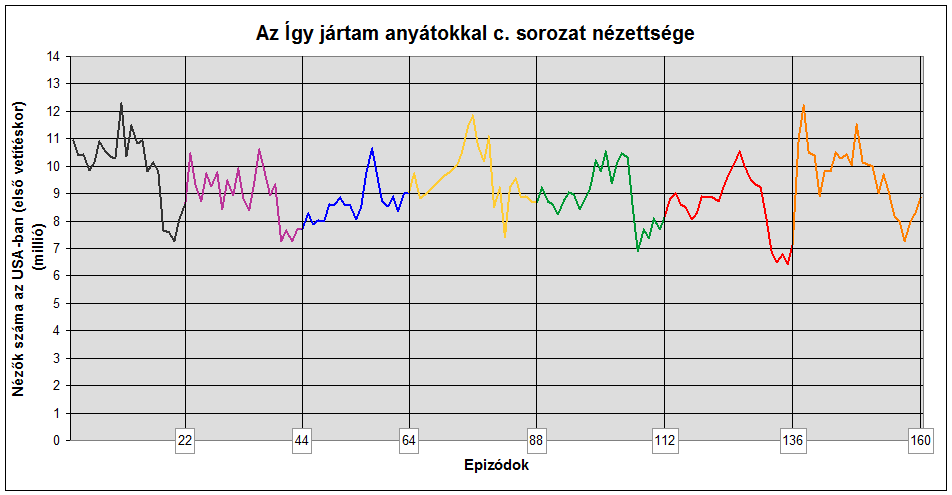
A sorozat nézettségi grafikonja – a különböző évadok más-más színnel

2030-ban Ted Mosby leülteti gyermekeit, Pennyt és Luke-ot, hogy elmesélje nekik, hogyan is találkozott a feleségével Tracy McConnell-lel, a gyerekek anyjával. A gyerekek már ismerik a rövid sztorit, de ez a hosszú lesz, közli már előre.
A sztori 2005-ben kezdődik Teddel (Josh Radnor), egy egyedülálló, 27 éves építészmérnökkel, aki két legjobb barátjával él együtt, akiket még a főiskolai kollégiumban ismert meg. Marshall Eriksen (Jason Segel) joghallgató, Lily Aldrin (Alyson Hannigan) pedig óvónő. A pár már majdnem 9 éve van együtt, amikor Marshall úgy dönt, hogy eljegyzi Lilyt. Az eljegyzésük veti fel Tedben a gondolatot, hogy ő is meglelje lelki társát és megházasodjon. Ez rendkívül idegesíti barátját, Barney Stinsont (Neil Patrick Harris), akit Ted a bár mosdójában ismert meg néhány évvel azelőtt. Barney közismert csajozó, az AltruCell Corporation-nek dolgozik egy különleges pozícióban, amelyről ha megkérdezik, mindig csak annyit felel: "kérlek".
Ted elkezdi keresni a tökéletes társat. Barney révén ismeri meg Robin Scherbatskyt (Cobie Smulders), egy fiatal riporternőt. Ted szinte azonnal beleszeret Robinba, de Robin nem áll készen egy tartós párkapcsolatra, így arra jutnak, hogy barátok maradnak. Már az első epizódból kiderül, hogy Robin nem a gyerekek anyja, hiszen „Robin néniként” emlegetik őt.
Ahogyan a sorozat halad tovább, Ted elkezd randizni egy cukrásszal, Victoriával, akit egy esküvőn ismert meg. Robin féltékeny lesz, és rájön, hogy érzelmeket táplál Ted iránt. Victoria Berlinbe utazik egy gyakornoki állás miatt, ezért úgy döntenek, kipróbálják Teddel a távkapcsolatot. Ted, amikor rájön Robin érzelmeire, azt mondja, hogy szakított Victoriával, azonban ez nem igaz. Eközben Victoria felhívja Tedet, de a telefont Robin veszi fel, így megtudja, hogy Ted hazudott neki. Ted és Victoria szakítanak, Robin pedig megharagszik Tedre. Végül mégis megbocsát neki, látván, hogy Ted mennyire igyekszik, és összejönnek.
Eközben Lily kíváncsi lesz, hogy mit hagyott ki a Marshall-lal való kapcsolata miatt, ezért elhatározza, hogy megpályázik egy San Franciscó-i művészeti ösztöndíjat, ami miatt később szakít Marshall-lal. Az évad befejező részében Ted éppen hazafelé igyekszik, miután Robinnal együtt töltötték az első közös estéjüket, amikor meglátja Marshallt az esőben, Lily eljegyzési gyűrűjével a kezében.
Érdekesség, hogy amikor még egyáltalán nem volt biztos a sorozat jövője, és csak egy évad leforgatására kapták meg a szerződést, úgy írták meg a forgatókönyvet, hogy ha befejeznék a sztorit, akkor Victoria legyen a gyerekek anyja. Később ez módosításra került, ahogy berendelték a második évadot.

### Második évad
Ted és Robin most már egy pár, a letört Marshall pedig megpróbálja folytatni az életét Lily nélkül, úgyhogy bár vonakodva, de randizni kezd. Lily rájön, hogy nem igazi művész, ezért visszatér New York-ba. Újra összejön Marshall-lal, majd az évad végén az esküvőjükre is sor kerül. Barney elveszít egy "pofogadást", ami lehetővé teszi Marshallnak, hogy ötször pofon vágja Barney-t a hátralévő életükben akármikor. Ebből Marshall egyet azonnal, egyet pedig az évad közepén használ el. Kiderül, hogy Barney-nak van egy meleg, fekete öccse, illetve hogy Barney úgy gondolja, Bob Barker, a Mennyi az annyi? műsorvezetője az édesapja. Rátalálnak egy régi videóra, és kiderül, hogy Robin a 90-es évek elején kanadai popsztár volt. Nagysikerű slágerének, a Let's Go To The Mall-nak („Irány a pláza”) a videóklipjéről Barney először azt hiszi, pornó.
Az évad végén Ted és Robin felfedi, hogy nem sokkal Marshall és Lily esküvője előtt szakítottak, mivel másként képzelik el a jövőjüket: Ted házas, megállapodott ember akar lenni, Robin pedig valahol külföldön szeretne élni. A szakítást nem mondták el senkinek, mert nem akarták elterelni a figyelmet Marshall és Lily esküvőjéről. Az utolsó jelenetben Barney izgatottan tekint a jövőbe, hiszen Ted végre újra szingli, így visszakapja régi szárnysegédjét.

### Harmadik évad
Robin hazatér az argentínai utazásából, és magával hozza barátját, Gaelt (Enrique Iglesias). Ekkor Tednek el kell fogadnia, hogy már csak egy jóbarátja Robinnak, még azután is, hogy Gael a múlté lesz. Marshall és Lily úgy döntenek, hogy a saját lábukra állnak. Beleszeretnek egy lakásba, ám nem engedhetik meg maguknak, hogy megvásárolják, ezért úgy döntenek, hitelt vesznek fel. Marshall tudomást szerez Lily rossz hitelmutatójáról, amit a megszállott vásárlásai okoztak. Ennek ellenére végül megveszik álmaik lakását, de csak ezután fedezik fel, hogy a környéken egy szennyvíztelep működik, illetve hogy a lakásuk padlója lejt. Barney Hálaadáskor megkapja harmadik pofonját is, ezt az alkalmat Marshall Pofonadásnak nevezi el.
Ted elmeséli a gyerekeinek, hogy egy sárga esernyő is szerepet játszott édesanyjuk megismerésében. Az ernyőt Ted egy klubnál találja egy Szent Patrik-napi buli után. Megtudjuk, hogy a gyerekek anyja is részt vett ezen az eseményen, de nem találkoztak Teddel. Ted megpróbál udvarolni Stellának (Sarah Chalke), egy bőrgyógyásznak, akihez egy kínos tetoválás eltávolítása miatt jár. Ennek a csúcspontja az a „kétperces randi”, ami alatt jut idő két taxiútra, egy kis beszélgetésre, egy vacsorára, egy mozifilmre, egy kávéra, egy kis sétára és egy búcsúcsókra. Robin egy újabb videóklipje is előkerül, Sandcastles in the Sand („Homokvárak a homokban”) címmel. Robin lefekszik Barney-val, miután Barney megvigasztalta a lányt egy szakítása után, emiatt Ted megszakítja barátságát Barney-val. Eközben valaki folyamatosan megpróbál keresztbetenni Barney-nak a nőknél. Később fény derül rá, hogy a szabotőr Stella recepciósa, Abby (Britney Spears), aki azért próbál meg bosszút állni, mert Barney nem hívta fel őt szex után.
Az évad utolsó epizódjában Ted és Barney kibékülnek, miután mindkettőjük balesetet szenved. Az epizód végén Ted megkéri Stella kezét, illetve kiderül, hogy Barney érzéseket táplál Robin iránt.

### Negyedik évad
Stella igent mond Ted kérésére. Robin Japánban kap állást, ám hamar otthagyja, és hazatér Ted és Stella esküvőjére. Az esküvőn megjelenik Stella lányának az apja, Tony is. A hirtelen feltörő érzelmek hatására Stella az oltár előtt hagyja Tedet, és Tony oldalán távozik. Barney továbbra is kínlódik a Robin iránti érzelmei miatt, miközben a Góliát Nemzeti Bank igazgatóságába helyezik át. Az álláskereső Marshall is a bankhoz kerül, de nem nagyon érzi magát otthonosan.
Marshall és Lily beköltözik az új lakásukba, és elkezdenek gondolkodni a gyerekvállaláson. Robin Ted lakótársa lesz, majd egy hajnali 4 órás „reggeli” műsorban kap állást, miután Barney segít neki elkészíteni és kiküldeni az új ajánlóvideóját. Ted és Robin egy ideig újra lefekszenek egymással, mert így nem veszekszenek folyton, ami miatt Barney féltékeny lesz. Ez feltűnik Tednek, és ekkor fedezi fel Barney érzelmeit.
Ted rájön, hogy Lily korábban több párkapcsolatát is tönkretette, beleértve a Robinnal való viszonyát is. Ez arra készteti Tedet és Robint, hogy beszéljenek a kapcsolatukról. Barney lefekszik a 200. nővel is életében, ezután már egyre inkább csak Robinra tud gondolni.
Ted a sárga esernyővel a kezében összefut Stellával és Tonyval az utcán. Tony később meglátogatja őt, mivel úgy érzi, hogy tartozik Tednek, amiért Stella elhagyta őt. Tony felajánl neki egy egyetemi állást, ám ezt Ted azonnal visszautasítja. Lily négy hétre elhagyja a csapatot, miután Barney elmeséli neki a világ legocsmányabb viccét. (Ez egy technikai jellegű csavar volt a történetben, így oldották meg, hogy a negyedik évad alatt terhes Alyson Hannigan elmehessen szülési szabadságra).
Az évad végén Robin megtudja, mit érez iránta Barney, ezt az érzést ő óvatosan, de viszonozza. Miután Ted munkáját ismét tönkreteszi egy svéd építészcég, a Sven, úgy dönt, hogy mégis elfogadja Tony ajánlatát, és egyetemi oktató lesz. Az utolsó epizódban Ted elárulja, hogy a gyerekek anyja is az ő egyik osztályába járt.

### Ötödik évad
Ted megtartja első óráját egyetemi oktatóként, és bár a gyerekek anyja ott volt a teremben, kiderül, hogy Ted nem az építészettel foglalkozó osztályba ment be. Barney és Robin egész nyáron együtt voltak, de amikor Lily rájön, hogy nem beszélték meg, hogy mik a kapcsolatuk alapjai, Lily bezárja őket egy szobába, és addig nem engedi ki őket, amíg nem határozzák meg a szerepüket. Miután azonban mindkettőjüket megviseli a párkapcsolatuk, szakítanak, de barátok maradnak. Ezután Barney azonnal visszatér régi életmódjához, és újra csajozni kezd. Nem sokkal később Marshall negyedszer is pofonvágja Barney-t, ezúttal is Hálaadás napján.
Ted randizik az egyik egyetemi diákkal, Cindyvel (Rachel Bilson), és kiderül, hogy az ő szobatársa lesz Ted jövőbeli felesége. A randi után Ted a lánynál felejti a sárga esernyőt, de kiderül, hogy a gazdájához került vissza. Robin megismerkedik Donnal, a reggeli műsorának a másik műsorvezetőjével, és bár eleinte visszataszítónak találja, később járni kezdenek, majd végül össze is költöznek. De amikor Robin állásajánlatot kap Chicagóban, ő visszautasítja, azonban Don (akinek Robin után ajánlották fel a munkát) elfogadja azt, ezért szakítanak. Robin végül visszaköltözik Tedhez.
Az évad során Ted vásárol egy házat, ami nagyon rossz állapotban van, de kiderül, hogy a felújítások után ez a ház lesz Ted és gyerekeinek a háza.
Marshall és Lily komolyan gondolkodnak a gyerekvállaláson. Az évad folyamán a csapat újabb és újabb hasonmásokat talál, akik ugyanúgy néznek ki, mint a csapat tagjai. Így kerül elő Leszbi Robin, Bajusz Marshall, Sztriptíztáncos Lily és Mexikói Pankrátor Ted. Marshallék megegyeznek, hogy addig nem vállalkoznak egy gyerekre, amíg nem találják meg Barney hasonmását is. Az évad végén bár többször azt hihetjük, hogy megtalálták (Taxis Barney, Utcai Művész Barney és Perecárus Barney), de az első kettőről kiderül, hogy az igazi Barney volt, csak jelmezben, míg az utolsót csak Lily képzelte egy utcai árusra. Ez viszont annak a jele, hogy Lily készen áll a babavállalásra, így elhatározzák, hogy megpróbálják a dolgot.

### Hatodik évad
Az évadnyitó epizódban Ted meglátja Cindyt egy lánnyal, akit a szobatársának gondol, de kiderül, hogy ő Cindy barátnője, akivel össze is házasodik. Barney unszolására Ted újra a GNB-nél kezd dolgozni építészként, hogy megtervezze a bank új központjának épületét. Hogy az új épület megépülhessen, le kell rombolni egy régi lepusztult hotelt, az Arcadiant, amit egy Zoey nevű nő (Jennifer Morrison) ellenez. Ezért Ted és közte eleinte hatalmas ellentét van, de a sorozat előrehaladtával ezek a harcok szerelemmé alakulnak. Később viszont szakítanak, mert Ted a karrierjét a szerelem elé helyezi, így az Arcadiant lerombolják.
Miután az előző évad végén megegyeztek, hogy gyereket szeretnének, Lily és Marshall egyfolytában szexelnek, hogy Lily terhes legyen. Karácsony környékén téves riasztást kapnak, majd a meddőségüket is letesztelik, eközben kerül elő Barney hasonmása, Dr. John Stangel, azaz Nőgyógyász Barney. Viszont egy másik tragédia történik, ugyanis Marshall apja meghal, ami teljesen letöri őt. Marshall próbál túltenni édesapja halálán és újra élni. Lilynek tett ígérete ellenére, hogy keményebben dolgozik majd a jövőjükért, Marshall kilép a GNB-től és környezetvédő ügyvédnek áll, ami mindig is az álma volt. Zoey is leszerződteti, hogy segítsen neki megvédeni az Arcadiant. Az évad végén Lily bejelenti, hogy terhes.
Barney végre elismeri a csapatnak, hogy nem Bob Barker az apja, egész pontosan akkor, mikor az anyja úgy dönt, hogy eladja a házat, amiben Barney és a bátyja felnőtt, és utóbbi találkozik a saját apjával. Loretta odaadja Barney-nak az apjának a nevét egy darab papíron, de Barney széttépi, mivel felfedezi, hogy az anyja mennyit tett, hogy egyedülállóként nevelte őket. Marshall apjának temetésén Barney végül felhívja Lorettát, hogy látni szeretné az apját. A férfi, Jerome Whittaker, akit Barney végig csak egy távoli rokonnak gondolt. Barney csalódott, mivel Jerome nem az a laza ember, akire gyerekkorából emlékezett. Bár megpróbálja visszatéríteni Jerry-t a régi énjére, Barney elismeri, hogy valamikor meg szeretne állapodni. Robin be is mutatja Norának, aki iránt később érzéseket táplál, de szakítanak, amikor Barney hazudik neki.
Robin teljesen magába zuhan, miután szakított Donnal, de rájön, hogyan lépjen túl rajta. Folytatja a munkáját a reggeli talk-showjában, de miután egy hiperaktív műsorvezető-társat kap, kilép. Majd felveszik kutatási asszisztensnek egy másik csatornához. A csapat még többet fedez fel a kanadai popsztár múltjából. Robin összefut a titkos szerelmével, akiről jövőbeli Ted elmondja, hogy még felbukkan.
Az évad fináléjában Barney újra randizni hívja Norát, ugyanekkor Robin rájön, hogy valószínűleg még mindig szerelmes Barneyba.
Az évad egy rövid jövőbeli esküvői jelenettel kezdődik és végződik. Jövőbeli Ted elmondja, hogy ez az esküvő, ahol Barney a vőlegény, ugyanaz az esküvő, ahol megismerkedett a feleségével.

### Hetedik évad
Az évad egy jövőbeli jelenettel kezdődik, ahol Ted segít Barneynak felkészülni az esküvőre. A jelenben Marshall állást kap környezetvédelmi jogászként, Lily pedig továbbra is várandós. Barney bebizonyítja Norának, hogy igenis megbízható pasi tud lenni, eközben kiderül, hogy Robin még mindig érez valamit Barney iránt. Robint egy kicsit erőszakos viselkedés után a bíróság terápiára kötelezi, ahol megismerkedik Kevinnel, a terapeutával, (Kal Penn), akivel később járni kezdenek.
Miközben a csapat felidézi az Irene hurrikánt, kiderül, hogy Lily és Marshall gyereke Barney lakásában fogant, illetve Barney és Robin is lefekszenek egymással.(Közben Barney elveszít egy fogadást Marshall-lal és Lilyvel szemben, ezért egy évig egy sárga kacsákkal tarkított nyakkendőt kellene hordania, de ezt később átváltják plusz három pofonra. Ez összesen négy pofont jelent, amiből kettőt Marshall rögtön el is lő, így már csak két pofon van hátra.) Mindketten ráébrednek, hogy mit tettek, ezért úgy döntenek, hogy szakítanak jelenlegi partnereikkel. Azonban Robin úgy dönt, hogy Kevinnel marad, ami teljesen padlóra küldi Barneyt, mert ő szakított Norával. Marshall és Lily úgy döntenek, hogy Long Islandbe költöznek, miután Lily nagyszülei felajánlják nekik a házukat.
Robin Hálaadáskor úgy érzi, hogy terhes lett, és elmondja Barneynak, hogy ő az apa, mivel ő és Kevin még nem feküdtek le egymással. Viszont az orvosi vizsgálaton kiderül, hogy Robinnak egyáltalán nem lehet gyereke, ami teljesen feldúlja. Kevin megkéri Robin kezét, azonban miután Robin elmondja, hogy szereti őt, viszont nem lehet és egyáltalán nem is akar gyerekeket, végül szakítanak. Hamarosan Robin mindent elmond Tednek, aki ezután elmondja Robinnak, hogy szereti őt (kiderül, hogy ez volt az utolsó alkalom, hogy Ted valaki másnak, mint a jövendőbeli feleségének vall szerelmet), viszont Robin nem szereti Tedet. Emiatt Marshall megkéri Robint, hogy költözzön el Tedtől, hogy végre saját magára tudjon koncentrálni. Ted az egész lakást odaadja Lilynek és Marshallnak, mert úgy érzi, hogy ő és Robin szinte már kísértenek azon a helyen.
Barney egy Quinn nevű lánnyal kezd el randizni, aki eredetileg "Karma" néven sztriptíztáncos. Miután a csapat Teden keresztül megtudja (aki megszegte Barneynak tett "tesküjét", hogy nem árulja el), hogy mi Quinn foglalkozása, elkezdenek beavatkozni a kapcsolatukba. Quinn teljesen őrülten, Barney teljesen gerinctelenül viselkedik, azonban kiderül, hogy ez az egész csak egy átverés volt Quinn és Barney részéről. Ők ketten összeköltöznek, Ted pedig kiveszi Quinn volt lakását. Kicsit később Robint felkérik, hogy tudósítson a forgalomról egy helikopterről. A pilóta stroke-ot kap, emiatt Robinnak kell letennie a helikoptert földi segítséggel. Az esetet élőben közvetíti a tévé, New Yorkban mindenki nézi, így a sikeres landolás után Robin hirtelen híres lesz. Barney megkéri Quinnt, hogy lépjen ki a munkahelyéről, ő azonban ezt nem teszi meg, mert szereti a munkáját.
Lily attól fél, hogy Marshall túlságosan rágörcsöl a hamarosan érkező babára, ezért megkéri Barneyt, hogy vigye el őt egy kaszinóba, ahol Marshall nagyon lerészegedik. Eközben Ted úgy dönt, hogy végre megbeszéli Robinnal a nézeteltéréseit. Lily elkezd vajúdni, és eszeveszetten próbálja elérni Marshallt, aki eközben még mindig részeg, a telefonját pedig kikapcsolta. Amikor Barney megtudja, hogy Lily hamarosan szül, megígéri Marshallnak, hogy eljuttatja a kórházba, ha ő választhat középső nevet a babának. Nagy küzdés árán, de végül Marshallék kijutnak a kaszinóból, és pont időben érkeznek a szülésre. Barneynak tett ígéretéhez híven, Marshall és Lily a gyereket Marvin "Mostfigyelj" Eriksennek nevezik el. Az évad záró epizódjában Marshall és Lily elkezdik az új életüket a babával. Barney egy kis repülőtéri botrány segítségével megkéri Quinn kezét, aki miután elmondja, hogy kilépett a munkahelyéről, igent mond. Ted megtudja, hogy régi szerelme, Victoria visszatért, és férjhez akar menni. Miután beszélt Robinnal a szerelmi életéről – felhívja Victoriát, hogy megtudja, még van-e nála esélye, mindennek ellenére. A rábeszélés hatására és a be nem vallott érzelmek miatt Victoria elhagyja a vőlegényét Tedért.
Ez az évad is Barney jövőbeli esküvőjének egy jelenetével zárul, és végre kiderül, hogy Robin a menyasszony.

### Nyolcadik évad
Az évadnyitó epizódban Ted a jövőben, egy Farhampton nevű vasútállomáson üldögél, és tudni róla, hogy Barney és Robin esküvőjéről jön. A jelenben Ted megszökteti Victoriát az esküvőjéről, de úgy érzi, a lánynak kötelessége búcsúlevelet írni az otthagyott vőlegényének. Azonban rájön, hogy a vőlegény is elhagyni készült Victoriát, mert úgy érzi, nem ő az igaz szerelme. És bár Ted egy ideig járni kezd Victoriával, ráébred, hogy kettejüknek nincs jövője, hiszen a kapcsolatuk már számtalanszor megrekedt, emellett Victoriát, még mindig zavarja Ted és Robin szerelmi múltja. A farhampton-i vonatállomásról az évad során kiderül, hogy ez lesz az a hely, ahol majd Ted a feleségével fog találkozni.
Barney és Quinn szakítanak, amiért nem tudnak megbízni egymásban, és Robin is szakít a barátjával Nickkel, mert éretlennek tartja őt. Ezt nevezik a szakítások őszének. Ezek után mindketten új párkapcsolatba próbálnak kezdeni, ami egyiküknek sem sikerül. Barney randizni kezd Robin egyik munkatársával Patrice-el, amit Robin egyáltalán nem néz jó szemmel, különösen, mert ráébred, hogy még mindig szerelmes Barneyba. A későbbiekben rájön, hogy ez a kapcsolat csupán egy csel volt Barney részéről, melynek lényege, hogy a férfi megkérje az ő kezét. Robin némi vonakodás után, végül igent mond a lánykérésre.
Ted kis ideig járni kezd egy Jeanette nevű lánnyal (Abby Elliott), ám a kapcsolat katasztrofálisan végződik, és végül szakítanak. Ted egyre magányosabban érzi magát, amiért ő a csapat egyedüli szingli tagja. Barney új partnert akar találni Ted számára a közelgő esküvőre, de Tedet ez sem dobja fel. A csapat megszervezi Barney legénybúcsúját, ami nem pont úgy alakul, mint ahogy ő remélte (élete legjobb estéje helyett a legszörnyűbbet hozzák össze a számára), ám kiderül, hogy épp ez volt a cél, és végül mégiscsak élete legjobb estéje volt. Lily-ék döntik el, hogy DJ vagy élőzenekar lépjen fel Barney-ék esküvőjén; végül élőzenekar mellett döntenek. Jövőbeli Ted elárulja, hogy a gyerekek anyja, és annak bandája (korábban volt róla szó, hogy Ted feleségének van egy rockbandája), lépnek majd fel az esküvőn, ahol a felesége lesz a basszusgitáros.
Barney találkozik Robin apjával, aki cseppet sem olyan, mint ahogy Robin gyerekkorából emlékezett. Kiderül, hogy az apja újból megnősült, de erről nem szólt neki, ami igencsak megbántja Robint. Ted régi barátnője, Zoey volt férje, a Kapitány egyéves állást ajánl fel Lily-nek Rómában művészeti asszisztensként, miután korábbi ajánlására megvett egy festményt, amin komoly hasznot ér el, és tehetségesnek tartja. Hosszas megvitatás után Lily-ék úgy döntenek, hogy elfogadják a dolgot. Marshall úgy dönt, otthagyja az ügyvédi pályát és szeretne bíró lenni. Kap is egy bírói állást, azonban, ha elfogadja, veszélybe kerül a tervezett útjuk Rómába, így nem tudja, hogy mondja el Lily-nek.
Ted ráébred, hogy még mindig szerelmes Robinba. El akarja mondani neki, de fél, hogy ezzel megbántja őt, Barney pedig dühös lesz. Úgy dönt inkább elköltözik New Yorkból, Chicagóba. Azzal indokolja a többieknek, hogy önmagára kell találnia, de Lily rájön, hogy Ted a Robin iránti érzései elől menekül. A csapat idővel elindul Barney és Robin esküvőjére, a jegyespár együtt, Ted Lily-vel kocsin, Marshall pedig Marvinnal utazik haza, Minnesotából, ahová Marshall anyjához mentek látogatóba. Az évad ezzel ér véget.
A zárójelenetben egy vasútállomást láthatunk, ahol egy lány, a kezében egy basszusgitárral és egy sárga esernyővel, Farhamptonba készül utazni. Ő Ted jövendőbeli felesége, aki először a sorozat történetében végre felfedi az arcát.

### Kilencedik évad
A sorozat utolsó évada kizárólag Barney és Robin esküvői hétvégéjéről szól, ami összesen 56 órát foglal magába.
Ez az évad jelentős változásokat mutat be a csapat életéről, az elkövetkezendő jövőben. Ted továbbra is azt tervezi, hogy az esküvő után Chicagóba költözik, ezért listába szedi azokat a dolgokat, amiket még utoljára meg szeretne csinálni New Yorkban. Marshall, hosszú autótúrán utazik vissza Minnesotából New Yorkba, miközben továbbra is azon vívódik, hogy mondja el Lily-nek, hogy a tudta nélkül elfogadott egy bírói állást. Barney és Robin számára többször is próbára tétetik, hogy a kapcsolatuk elég erős-e, s hogy valóban készen állnak az esküvőre; azonban szerencsésen legyőznek minden akadályt a boldogító igenig.
Ezzel egyidejűleg az évad során számtalan jövőbeli jelenetet láthatunk Ted és a leendő felesége majdani kapcsolatáról. Megismerhetjük a leánykérést, első randijukat, első csókjukat, a gyerekeik születését, és az elkövetkezendő esküvőjüket.
Az évad haladtával a csapat tagjai (Ted kivételével) egyenként megismerik a leendő Mrs. Mosbyt. Lily a vasútállomáson, Barney egy szupermarketben, Marshall útközben, Robin pedig kicsivel az esküvő kezdete előtt. Az esküvői hétvégén Barney megkapja az utolsó pofonját, s ezzel végre felszabadul a pofogadás alól. Lily és Marshall csúnyán összevesznek Marshall bírói állása miatt, de Lily végül úgy dönt, nem fognak Rómába utazni. Később Marshall rájön, hogy Lily azért változtatta meg a döntését, mert ismét terhes, így végül a költözés mellett döntenek, hogy Lily álma megvalósuljon. Egy évre rá, kislányuk születik, akit Margarétának neveznek el, mivel a terhességi tesztet, amiből Marshall rájött, hogy gyereke lesz, egy margaréta virágcserepében találta.
A sorozat 200. epizódja bemutat Ted feleségének az életéből néhány fontosabb pillanatot, mégpedig azt, hogy ő hogyan élte meg az elmúlt nyolc évet.
Az esküvő kezdete előtt, Robinnak kétségei támadnak a Barney iránti érzelmei kapcsán, rájön, hogy még mindig szereti Tedet, azonban Ted ezt nem viszonozza, mivel már belefáradt Robin hajszolásába. Végül ő állítja helyre Barney és Robin kapcsolatát, akik szerencsésen egybe is kelnek. Három év múlva azonban bejelentik, hogy elválnak, mivel mindketten más élet szeretnének. Robin híres tévériporterré válik, ezért folyton utaznia kell, Barney pedig úgy érzi, a házasság nem az ő műfaja. Bár abban maradnak, hogy a válásuk nem fog változtatni a barátaikkal való kapcsolatukon, Robin később mégis elhagyja a csapatot, mivel nem bírja látni a két exbarátja boldogságát; Barney vad, csajozós életét, és Tedet a feleségével.
Barney az évek múlásával is folytatja a csajozást, amely során végül teherbe ejt egy nőt, és születik egy kislánya. Ettől fogva az élete drasztikusan megváltozik, felhagy a léhasággal, és minden idejét a babának szenteli. Marshallnak és Lily-nek szintén újabb kisbabája születik, ezért elköltöznek a régi lakásukból, Marshall pedig kap egy megüresedett bírói állást. Ted és a felesége beköltöznek az új házukba (amit Ted a korábbi évadokban vett) és hamarosan megszületik a lányuk, majd később a fiuk is, míg a hivatalos esküvőjükre csak évek múlva kerül sor.
Ted végül elmeséli a gyerekeinek, hogyan találkozott az anyjukkal a farhampton-i pályaudvaron, ahol legfőképpen a sárga esernyőjéről ismerte fel a lányt, ami már nála is járt korábban. Azonban az is kiderül Ted történetéből, hogy az évek során a felesége megbetegedett, és 2024-ben meghalt.
Az évadzáró epizód utolsó jelenetében, visszatérünk 2030-ba. Ted gyerekei rámutatnak, hogy ez a történet csak részben az anyjukról, sokkal inkább "Robin néniről" szól, és, hogy az apjuk azért mesélte el mindezt nekik, mert még mindig szereti őt, de fél az újrakezdéstől. Arra biztatják őt, hogy hívja el randizni Robint. Ted kicsit vonakodik ugyan, de végül beadja a derekát, s kisvártatva megjelenik Robin házánál a kék francia kürttel, hasonlóan, ahogy az első találkozásuknál. A sorozat ezzel a jelenettel, és néhány montázzsal zárul.

### Alternatív befejezés
Mivel a sorozat eredeti befejezése negatív kritikákat kapott a nézőktől, ezért a DVD-kiadáson helyet kapott egy alternatív befejezés is. Ebben a történet ugyanúgy Ted monológjával zárul, de az alatta látható képsorokból kivettek minden utalást Tracy betegségére, tulajdonképpen a farhamptoni vasútállomáson történő első találkozással ér véget a sztori. Teljesen kimaradt belőle a 2030-ban játszódó rész is, tehát ennek alapján Ted és Tracy meg Barney és Robin a jövőben is együtt vannak.
|  | Itt a vége a cselekmény részletezésének! |

## Évadok áttekintése
| Évad | Évad | Epizód | Első vetítés | DVD-megjelenés       | DVD-megjelenés       | DVD-megjelenés    |
| Évad | Évad | Epizód | Első vetítés | 1-es régió           | 2-es régió           | 4-es régió        |
| ---- | ---- | ------ | ------------ | -------------------- | -------------------- | ----------------- |
|      | 1    | 22     | 2005–2006    | 2006. november 21.   | 2007. május 7.       | 2007. június 25.  |
|      | 2    | 22     | 2006–2007    | 2007. október 2.     | 2008. október 1.     | 2008. április 16. |
|      | 3    | 20     | 2007–2008    | 2008. október 7.     | 2010. május 10.      | 2009. február 11. |
|      | 4    | 24     | 2008–2009    | 2009. szeptember 29. | 2010. július 19.     | 2009. október 28. |
|      | 5    | 24     | 2009–2010    | 2010. szeptember 21. | 2010. november 8.    | 2010. október 27. |
|      | 6    | 24     | 2010–2011    | 2011. szeptember 27. | 2011. október 3.     | 2011. október 5.  |
|      | 7    | 24     | 2011–2012    | 2012. október 2.     | 2012. október 29.    | 2012. október 10. |
|      | 8    | 24     | 2012–2013    | 2013. október 1.     | 2013. szeptember 30. | 2013. november 9. |
|      | 9    | 24     | 2013–2014    | 2014. szeptember 23. | 2014. október 13.    | 2014. október 22. |

## A magyar szinkronstáb
|                   | 1-3. évad       | 4. évad            | 5. évad                | 6. évad                  | 7. évad            | 8-9. évad               |
| ----------------- | --------------- | ------------------ | ---------------------- | ------------------------ | ------------------ | ----------------------- |
| Magyar szöveg     | Simon Nóra      | Garamvölgyi Andrea | Garamvölgyi Andrea     | Garamvölgyi Andrea       | Garamvölgyi Andrea | Garamvölgyi Andrea      |
| Hangmérnök        | Beke Tamás      | Beke Tamás         | Nyilas Mihály          | Kiss Pál, Gyapjas Károly | Nikodém Norbert    | Gyapjas Károly          |
| Vágó              | Kránitz Bence   | Kránitz Bence      | Sándor Éva             | Kocsis Éva, Katona Edit  | Nikodém Norbert    | Kocsis Éva, Katona Edit |
| Gyártásvezető     | Molnár Melinda  | Molnár Melinda     | Czobor Éva             | Bogdán Anikó             | Bogdán Anikó       | Bogdán Anikó            |
| Szinkronrendező   | Juhász Anna     | Juhász Anna        | Kozma Attila           | Balog Mihály             | Balog Mihály       | Balog Mihály            |
| Lektor            |                 |                    |                        |                          |                    | Nékám Petra             |
| Produkciós vezető | Szép Erzsébet   | Szép Erzsébet      |                        |                          |                    |                         |
| Gyártó            | SDI Sun Hungary | SDI Media Hungary  | Central Dubbing Studio | Balog Mix Stúdió         | Balog Mix Stúdió   | Balog Mix Stúdió        |

## Egyebek

### Könyvek
Néhány könyv is megjelent a sorozat kapcsán. A legismertebb talán a "Tesókódex", melyre Barney rengetegszer hivatkozik a sorozatban, és amely a Tesók közti íratlan szabályokat rögzíti. Számos szabály a sorozatban is felbukkant. Emellett az ötödik évad egyik epizódja nyomán megjelent a "Taktikai könyv is", valamint az "Így jártam anyátokkal filozófiája" címmel is egy kiadvány. Neil Patrick Harris önéletrajzi könyve az "Így jártam az élettel" címet viseli.

### Zene
2012-ben megjelent az első hét évad legjobb zenéit összefoglaló soundtrack-album az iTunes-on. 2014-ben egy újabb változatba az utolsó két évad dalai is bekerültek. Az intró zenéjét John Swihart szerezte. 2009-től szerzői jogok védik.

### Így jártam apátokkal
2013-ban felmerült annak a lehetősége, hogy egy spin-off sorozat készüljön, ugyanazzal a felütéssel, csak női főszereplőkkel. A két sorozat szereplői és helyszínei nem fedték volna át egymást. A főszerepekre már ki is választották Greta Gerwig-et Drew Tarvert, Nicholas D'Agosto-t, és Andrew Santinót. Meg Ryan lett volna a jövőbeli Sally, a főszereplő hangja, a narrátor. Ebből a sorozatból, mely munkacímén "How I Met Your Dad" volt, végül nem lett semmi.
2016 végén újraírták az egész forgatókönyvet, azzal, hogy a tervek szerint csak komplett évad berendelése esetén készítenek belőle pilot epizódot. 2021-ben aztán bejelentették, hogy a Hulu streaming-szolgáltató fogja elkészíteni a sorozatot, melynek producerei Carter Bays, Craig Thomas, és Pamela Fryman lesznek. A főszerepben Hilary Duff látható, akinek idősebb énjét Kim Cattrall narrálja. A sorozat 2022 januárjában debütált, és berendeltek belőle egy második évadot is, Magyarországon a Disney+ vetíti 2022 nyarától. A sorozat bizonyos szereplők és helyszínek tekintetében átfedéseket mutat az eredetivel.

### Orosz adaptáció
Oroszországban az STS csatorna elkészítette a sorozat helyi adaptációját. A produkció nem volt sikeres, és két évad után le is került az adásról.